# 1843 en France
Chronologie de la France
- 1839
- 1840
- 1841
- 1842
- 1843
- 1844
- 1845
- 1846
- 1847

Cette page concerne l’année 1843 du calendrier grégorien.

## Événements

### Janvier
- 1er janvier - 14 janvier : Alexis de Tocqueville publie six Lettres sur la situation intérieure de la France dans Le Siècle[1]. Il y élabore un programme pour l’opposition de la gauche dynastique, dirigée par Odilon Barrot, dont il s’est rapproché.
- 8 janvier : le capitaine Bruat est nommé gouverneur des Marquises et représentant à Tahiti ; le 14 avril, il est nommé gouverneur des établissements de l’Océanie[2]. Il prend ses fonctions à Tahiti le 8 novembre[3].
- 9 janvier-24 juillet : session parlementaire de 1843[4].
- 27 janvier : Lamartine annonce son passage à l’opposition dans le discours qu’il prononce à l’occasion de la discussion sur l’Adresse au roi[5].

### Février
- 8 février : tremblement de terre à Pointe-à-Pitre[6].
- 25 février : la corvette française l'Héroïne entre dans le port de Tourane. Son capitaine Favin-Lévêque parvient à obtenir le 17 mars auprès des autorités annamites la libération de cinq missionnaires détenus à Hué depuis deux ans[7], dont Siméon-François Berneux, Pierre Duclos et Jean-Claude Miche.

### Mars
- 1er mars : discours de Guizot devant la Chambre des députés ; « Il y a eu un temps, temps glorieux parmi nous, où la conquête des droits sociaux et politiques a été la grande affaire de la nation ; la conquête des droits sociaux et politiques sur le pouvoir et sur les classes qui les possédaient seules. Cette affaire-là est faite, la conquête est accomplie ; passons à d’autres. Vous voulez avancer à votre tour ; vous voulez faire des choses que n’aient pas faites vos pères. Vous avez raison ; ne poursuivez donc plus, pour le moment, la conquête des droits politiques ; vous la tenez d’eux, c’est leur héritage. À présent, usez de ces droits ; fondez votre gouvernement, affermissez vos institutions, éclairez-vous, enrichissez-vous, améliorez la condition morale et matérielle de notre France : voilà les vraies innovations ; voilà ce qui donnera satisfaction à cette ardeur de mouvement, à ce besoin de progrès qui caractérise cette nation. »[8]
- 2 mars : affrontement de Lamartine et Guizot à la Chambre sur les fonds secrets. Lamartine attaque notamment la politique espagnole du cabinet[9].
- 4 mars : premier numéro de L’Illustration, créée par Alexandre Paulin, Adolphe Joanne, Édouard Charton et Jacques-Julien Dubochet, hebdomadaire faisant une large place à l’image sur le modèle de l'Illustrated London News[10].

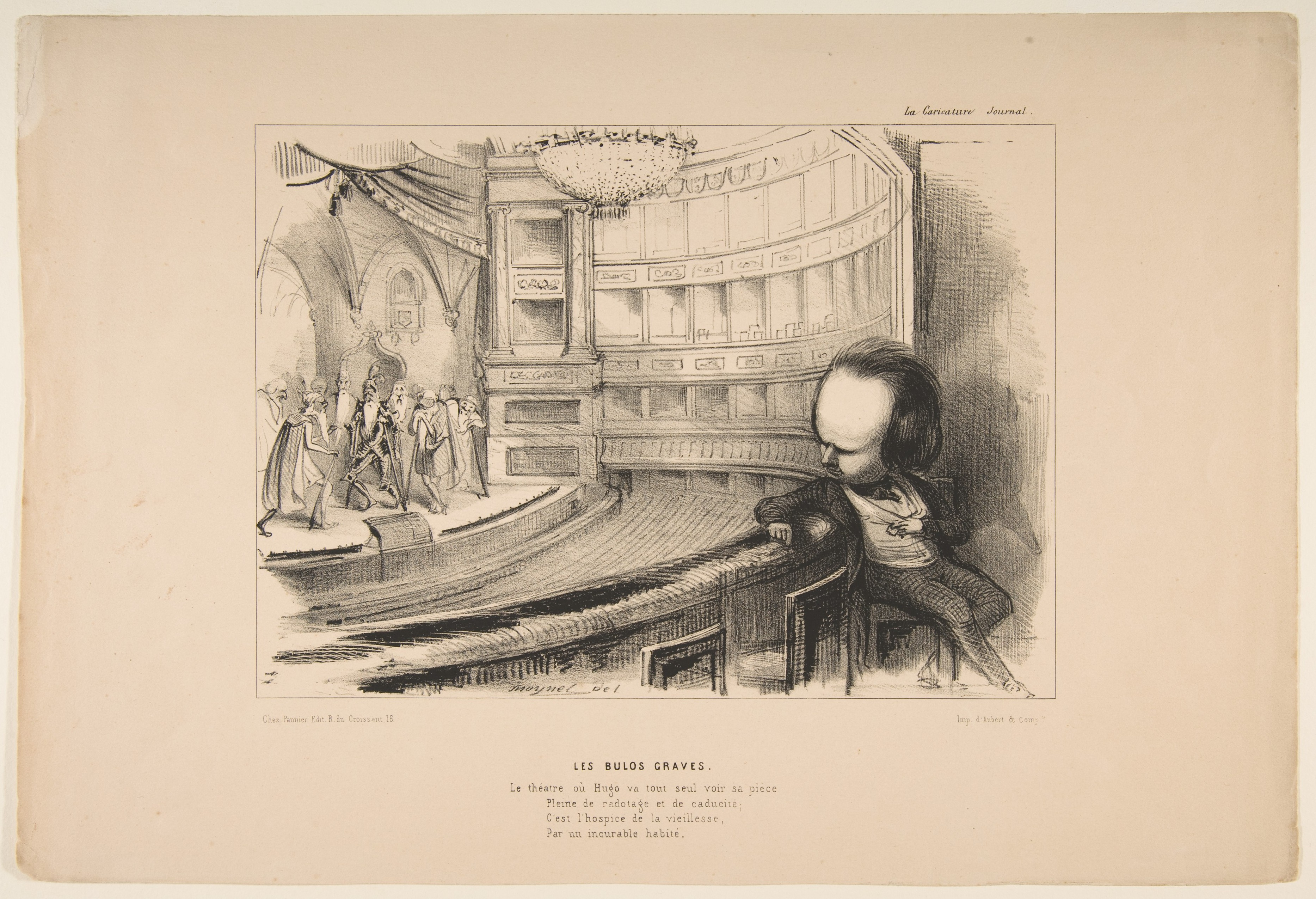
Les Bulos Graves, Victor Hugo voit seul sa pièce Les Burgraves, sérigraphie publiée dans La Caricature.

- 7 mars : échec des Burgraves au Théâtre-Français ; Victor Hugo renonce à présenter une pièce de théâtre de son vivant[11].
- 24 mars : confiscation des terres indigènes en Algérie. Le gouverneur Bugeaud confisque 200 000 ha de terres habous (propriétés religieuses), dont 168 000 autour d’Alger (ordonnances du 24 mars 1843 et du 21 juillet 1846). 55 000 hectares sont attribués aux colons européens, 32 000 aux indigènes, 95 000 à l’État[12].

### Avril
- 15 avril : Gobineau est chargé par Alexis de Tocqueville d’un travail de documentation sur l’« état des doctrines morales au XIXe siècle et sur leurs application[s] à la politique et à l’administration »[13].
- 17 avril : présentation à la Chambre du second projet de loi sur la réforme des prisons (supprimant entre autres la déportation), après un second rapport de Tocqueville déposé le 5 juillet 1843. Il est discuté pendant 19 séances et adopté le 18 mai 1844, puis renvoyé à la Chambre des pairs, qui demande l’avis des cours royales et de la cour de cassation[14] ; le projet modifié est renvoyé devant les pairs en janvier 1847 sur le rapport de Bérenger de la Drôme, favorable au tout carcéral ; la révolution de 1848 remet le projet à plus tard[15].
- 20 avril : mariage de la princesse Clémentine d’Orléans avec le prince Auguste de Saxe-Cobourg[16].

### Mai
- 1er mai : mariage à Rio de Janeiro du prince de Joinville avec Françoise-Caroline, la fille de l’empereur dom Pedro du Brésil[17].
- 2 mai : inauguration du chemin de fer Paris-Orléans[18].
- 3 mai : inauguration du chemin de fer Paris-Rouen[18].

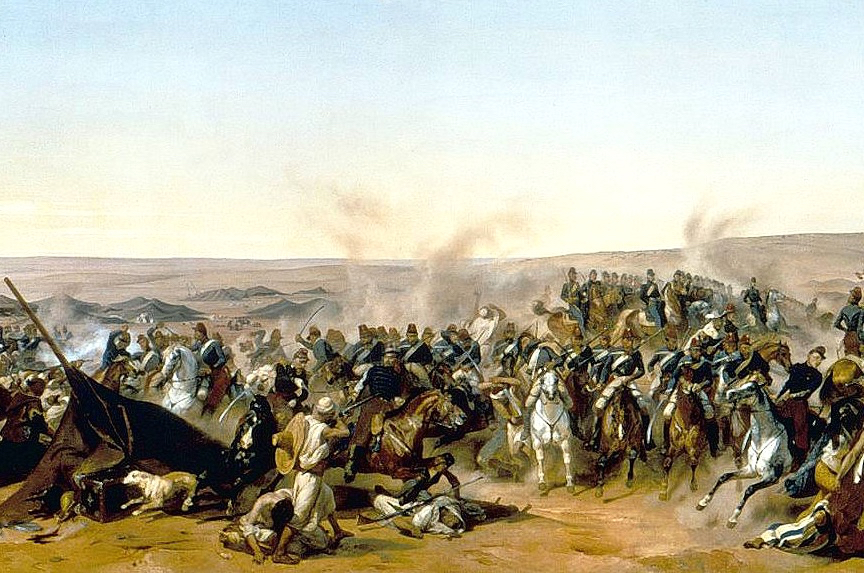
Prise de la smala d'Abd el-Kader, 16 mai 1843, Horace Vernet (détail).

- 16 mai : prise de la smala d’Abd el-Kader par le duc d’Aumale[19].

### Juin
- 18 juin :
  - loi qui fixe les droits alloués aux commissaires-priseurs pour chaque vente[20].
  - établissement français de Fort-d’Aumale dans l’estuaire du Gabon[21].

### Juillet
- 5 juillet : second rapport de Tocqueville sur les prisons[22].
- 7 juillet : inauguration à Paris du quai créé par rattachement à la rive droite de l’île Louviers, nommé Quai Henri-IV par ordonnance du 5 août 1844[23].
- 24-28 juillet : loi d’établissement du chemin de fer d’Avignon à Marseille[24].
- 29 juillet : Ledru-Rollin, Godefroy Cavaignac, Étienne Arago, Louis Blanc et Ferdinand Flocon fondent le journal La Réforme[25]. Il sert de tribune à Louis Blanc.
- 31 juillet : Bugeaud est élevé à la dignité de maréchal de France[26].

### Août
- 8 août : les penseurs allemands Arnold Ruge, écrivain et journaliste néo-hégélien, et Moses Hess, philosophe socialiste, arrivent à Paris[27]
- 16 août-16 mars 1844 : expédition dirigée par Raffenel sur le fleuve Sénégal et la Gambie[28].
- 17 août : une première expérience d’éclairage public à l’électricité est tenté sur une maison près du Pont-Neuf à Paris selon le procèdé mis au point par Davy[29]. Une expérience similaire à plus grande échelle se déroule le 20 octobre place de la Concorde[30].

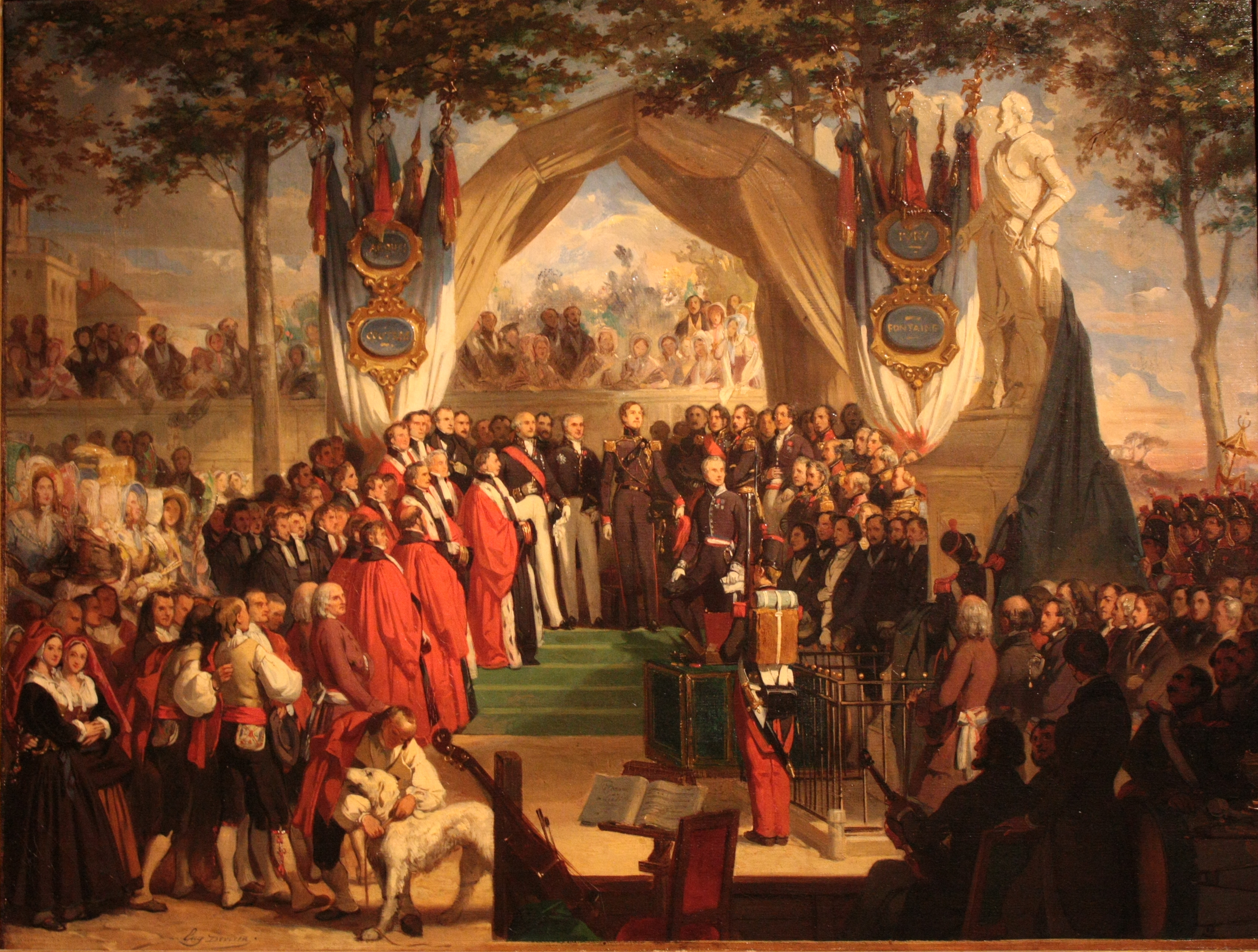
Eugène Devéria - Inauguration de la statue de Henri IV sur la place Royale de Pau par le duc de Montpensier le 27 août 1843.

- 27 août : inauguration de la statue d'Henri IV sur la place Royale de Pau, en présence du duc de Montpensier[31].

### Septembre

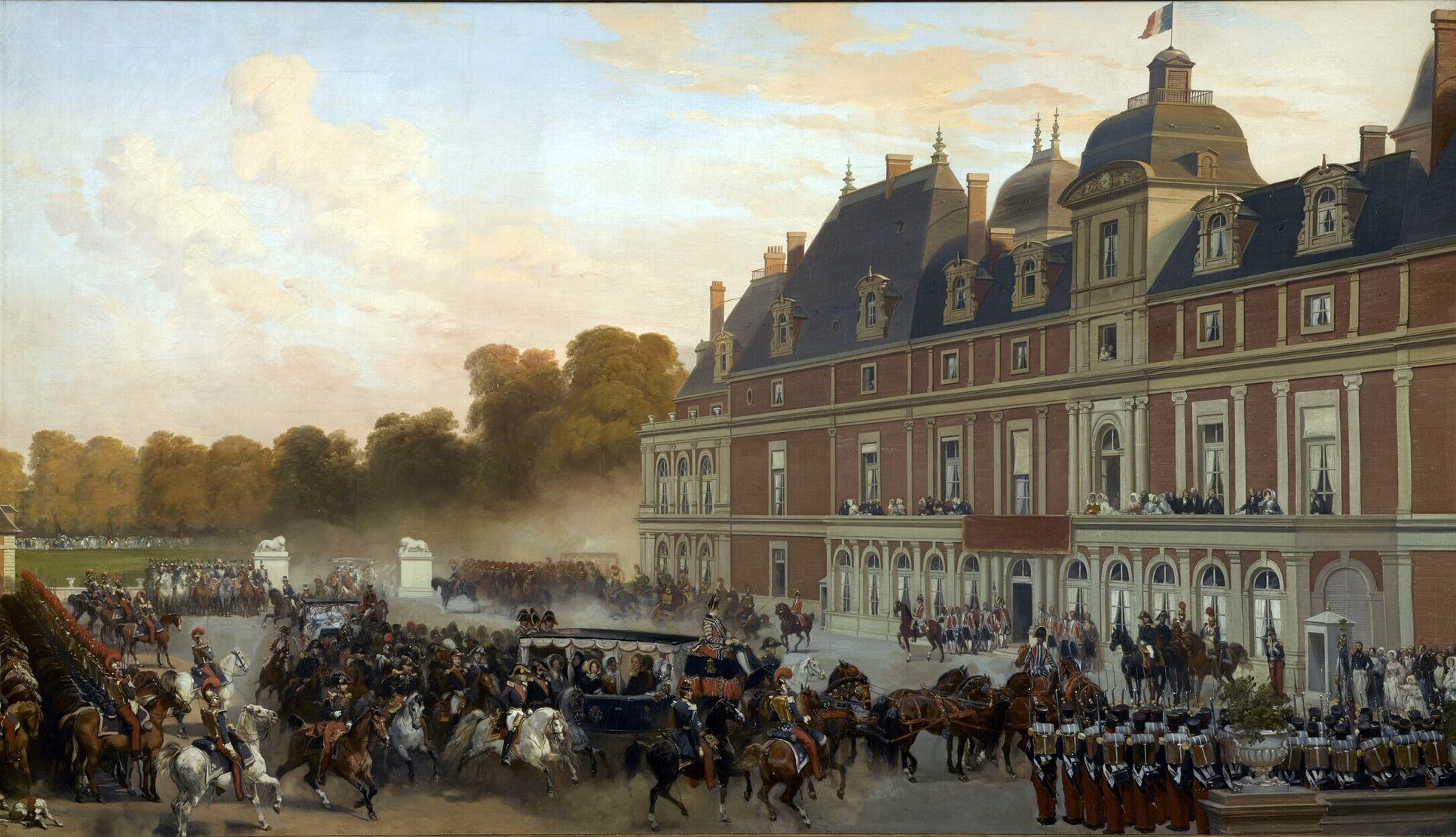
2 septembre : Arrivée de la reine Victoria au château d’Eu, toile d’Eugène Lami

- 2 - 7 septembre : séjour de la reine Victoria et du prince Albert, au château d’Eu, en Normandie[32]. C'est la première fois depuis Henri VIII qu’un souverain britannique foule le sol français. Le 3 septembre, Louis-Philippe et la reine Victoria partent pour une excursion en famille en char-à-bancs dans la forêt d’Eu[33]. Le Premier ministre François Guizot, présent, s’entretient de manière informelle avec le ministre des Affaires étrangères britannique Lord Aberdeen. Ils s’entendent pour que Louis-Philippe renonce à toute prétention de ses fils à la main de la reine d’Espagne et envisage pour ce mariage un prince de la famille des Bourbons de Naples, le duc de Cadix[34]. Leur entrevue ouvre une période de confiance mutuelle entre les deux hommes (Entente cordiale)[35].
- 4 septembre : mort accidentelle de Léopoldine Hugo et de Charles Vacquerie. Leur barque chavire sur la Seine en amont de Villequier[11].
- 17 septembre : le général Colettis, ambassadeur de Grèce à Paris depuis 1835, présente au roi Louis-Philippe ses lettres de rappel[36] ; ami de Guizot, il rentre en Grèce le 29 octobre[9] après l’annonce du coup d’État du 3 septembre et participe à la rédaction de la nouvelle constitution avant de devenir premier ministre. Sa mort le 12 septembre 1847 remet en cause la politique française en Grèce[37].

### Octobre
- 20 octobre : expérience d’éclairage public à l’électricité place de la Concorde[30].

### Novembre
- 6 novembre : ordonnance de permutation triangulaire de trois ambassadeurs ; le comte Bresson, ambassadeur à Berlin, est envoyé à Madrid où il prend ses fonctions le 7 décembre. Le marquis de Dalmatie, ambassadeur en Sardaigne, part à Berlin et le comte de Salvandy passe en Sardaigne[38].
- 11 novembre : Karl Marx et sa femme Jenny de Wesphalen, arrivés à Paris dans les derniers jours d'octobre après l'interdiction de la Gazette rhénane, s’installent no 38 rue Vaneau. Marx travaille avec Feuerbach, Arnold Ruge, et Bakounine sur le programme d'un journal les Annales franco-allemandes (Deutsch-französische Jahrbücher), dont un unique numero double parait en février 1844[27].
- 23 novembre : le percement du premier tunnel routier du Lioran est achevé ; il est mis en service le 31 octobre 1847[39].
- 27 novembre : le comte de Chambord s’installe à Londres au 35 Belgrave Square ; le lendemain, il reçoit ses partisans dont Chateaubriand[40]. Un pair de France et cinq députés légitimistes font le déplacement ce qui souleve un débat à la Chambre des députés[41].
- 11 novembre, Algérie : victoire française du général Tempoure à la bataille de l'oued El Malah, au cours de laquelle le meilleur lieutenant d’Abd el-Kader, Ben Allel, est tué[42]. Abd el-Kader se réfugie au Maroc[43].

### Décembre
- 20 décembre : première tentative d’évangélisation de Canaques en Nouvelle-Calédonie par les pères maristes, qui s’installent à Balade[44].
- 27 décembre : ouverture de la session parlementaire de 1844 ; dans son discours du trône, le roi fait la promesse d’un projet de loi sur l’instruction secondaire[45].